# Рождественське (Шосткинський район)
Рожде́ственське —  село в Україні, у Ямпільській селищній громаді Шосткинського району Сумської області. Населення становить 41 осіб. До 2020 орган місцевого самоврядування — Воздвиженська сільська рада.

## Географія
Село Рождественське знаходиться на відстані 2 км від села Воздвиженське.

## Історія
12 червня 2020 року, відповідно до розпорядження Кабінету Міністрів України № 723-р «Про визначення адміністративних центрів та затвердження територій територіальних громад Сумської області», село увійшло до складу Ямпільської селищної громади.
19 липня 2020 року, в результаті адміністративно-територіальної реформи та ліквідації Ямпільського району, село увійшло до складу новоутвореного Шосткинського району.

#### Російське вторгнення в Україну (з 2022)
17 квітня 2024 року близько двадцятої вечора російські військові скинули керовані авіаційні бомби на села Рождественське Ямпільської та Іващенкове Березівської громади на Сумщині. Про це повідомили в оперативному командуванні “Північ”.